# Ormosia triangularis
Ormosia triangularis là một loài ruồi trong họ Limoniidae. Chúng phân bố ở miền Tân bắc.